# Un ragazzo di strada/Datemi una lacrima per piangere

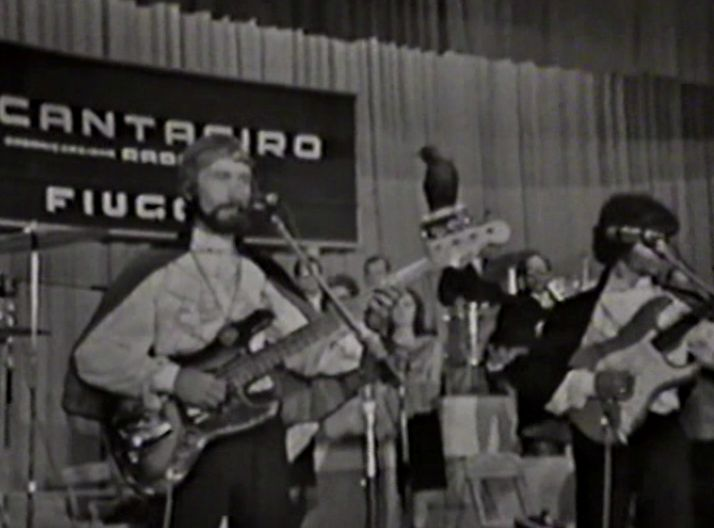
I Corvi al Cantagiro 1966

Un ragazzo di strada/Datemi una lacrima per piangere è il primo 45 giri dei Corvi pubblicato nel 1966 per la Ariston Records.

## Il disco

### Un ragazzo di strada
Un ragazzo di strada è la canzone più nota del gruppo beat I Corvi. È una versione italiana di I Ain't No Miracle Worker, di Nancie Mantz e Annette Tucker, interpretata dai Brogues, un complesso i cui membri poi confluiranno nei Quicksilver Messenger Service. Il testo in italiano è ufficialmente attribuito a Nisa. Ravasini avrebbe però dichiarato Il testo l'ho fatto con Franco Califano, che lavorava con noi all'Ariston. La canzone partecipa al Cantagiro 1966, riscuotendo un grande successo.
La canzone è stata analizzata anche in saggi non esplicitamente dedicati alla musica, ad esempio, ne L'orda d'oro di Nanni Balestrini e Primo Moroni.
La canzone parla di un ragazzo che si autodefinisce ragazzo di strada e che respinge una ragazza perché appartenente ad un'altra classe sociale. Non sono precisati i sentimenti che il ragazzo prova nei confronti della ragazza; egli, comunque, pensa che lei si prenda gioco di lui, e le chiede di essere lasciato in pace.
Il testo italiano è decisamente originale per il periodo, innanzitutto perché capovolge lo stereotipo della ragazza corteggiata che respinge il corteggiatore: in questo caso è il ragazzo a respingere la ragazza. Inoltre, a quei tempi (precedenti il fiorire della cosiddetta canzone impegnata) era rarissimo che in una canzone si parlasse di differenze sociali. Del resto, anche nelle successive canzoni impegnate, il tema di una relazione sentimentale fra appartenenti a diverse classi sociali è stato trattato molto raramente (tra le poche eccezioni Eskimo di Francesco Guccini, Le tue mani su di me di Venditti, ma anche Tuta blu di Domenico Modugno).
L'interpretazione dei Corvi fa risaltare ancor di più le differenze fra il ragazzo (che canta in prima persona) e la ragazza: quando ci si riferisce a lei, il tono della voce è cantilenante e leggermente strascicato, mentre il ragazzo, quando parla di se stesso, urla usando un tono talvolta al limite dell'isterico e amplificato da un effetto riverbero.
Nonostante l'originalità del tema trattato, il tema stesso non viene sviluppato significativamente né particolarmente approfondito; il ragazzo si limita a puntualizzare urlando il suo essere diverso (non vivo come te), senza analizzare in dettaglio questa diversità.

## Tracce
Lato A
1. Un ragazzo di strada – 2:42 (testo: Nisa – musica: Annette Tucker, Nancy Mantz)

Lato B
1. Datemi una lacrima per piangere – 2:37 (Alberto Salerno, Massimo Salerno)